# Deutscher Fernsehpreis/Beste Kamera
Dieser Artikel listet die Nominierungen und die Gewinner des Deutschen Fernsehpreises in der Kategorie Beste Kamera seit seiner Einführung 1999 auf. Die Gewinner werden in einer geheimen Abstimmung durch eine unabhängige Jury ermittelt.

## Geschichte und Rekorde
Die Kategorie Beste Kamera wurde von 1999 bis 2009 verliehen. Im Jahre 2010 gaben die Preisstifter (ARD, ZDF, RTL und Sat.1) bekannt, eine Reform der Preisvergabe durchführen zu wollen. Sie sah unter anderem vor, dass die Kategorie für Kameramänner/-frauen nicht mehr vergeben werden. So sollte sich unter anderem die Prämierung des Deutschen Fernsehpreises stärker auf Fernsehformate/-produktionen verlagern. Von 2010 bis 2014 wurde die Kategorie nicht verliehen. Nach einer weiteren Reform im Jahre 2015/2016 wird unter anderem die Kategorie Beste Kamera ab 2016 wieder verliehen.
Jedes Jahr werden von drei Nominierungen ein Preisträger bestimmt. Der erste Preisträger war Martin Langer für ARDs und WDRs Die Bubi-Scholz-Story, der beim Deutschen Fernsehpreis 1999 ausgezeichnet wurde. Die bisher letzte Preisträgerin ist Annette Hess für ZDFs Ku’damm 56, die beim Deutschen Fernsehpreis 2017 geehrt wurde.
Die folgende Liste ist eine Aufzählung von Rekorden der häufigsten Nominierten und Gewinnern in der Kategorie Beste Kamera. Die Gewinner und Nominierten in den anderen Kategorien werden nicht mitgezählt.
| Statistik                          | Person             | Anzahl | Jahr                     |
| ---------------------------------- | ------------------ | ------ | ------------------------ |
| Häufigste Auszeichnung             | Ngo The Chau       | 3      | 2005, 2016, 2020         |
| Häufigste Nominierungen (* = Sieg) | Holly Fink         | 4      | 2001, 2002*, 2004*, 2006 |
| Häufigste Nominierung ohne Sieg    | Hans Fromm         | 2      | 1999, 2002               |
| Häufigste Nominierung ohne Sieg    | Benedict Neuenfels | 2      | 1999, 2005               |

## Gewinner und Nominierte
Nach der Angabe des/der Kameramannes/-männer und/oder Kamerafrau/-frauen folgt in kursiver Schrift der Film/die Filme und/oder die Serie/Serien, für die er/sie nominiert wurde/wurden und in Klammern der dazugehörige bzw. die dazugehörigen Fernsehsender, der/die an dem Film bzw. der Serie mitwirkt/mitwirken bzw. mitwirkte/mitwirkten. Die Gewinner stehen hervorgehoben in fetter Schrift an erster Stelle.

### 1990er
1999
- Martin Langer für Die Bubi-Scholz-Story (ARD/WDR)
  - Hans Fromm für Die Beischlafdiebin (ZDF/arte)
  - Benedict Neuenfels für Deine besten Jahre (ZDF/arte) und Mein Freund Balou (ZDF/arte)

### 2000er
2000
- Peter Döttling für Warten ist der Tod (ZDF/arte)
  - Thomas Merker für Der Solist (ZDF)
  - Axel Sand für Das Phantom (ProSieben) und Der Voyeur (ProSieben)

2001
- Carl-Friedrich Koschnick für Jenseits (ZDF/arte)
  - Holly Fink für Albtraum einer Ehe (RTL) und Jenny Berlin – Ende der Angst (ZDF)
  - Michael Hammon für Die Polizistin (ARD/WDR)

2002
- Holly Fink für Schleudertrauma (ARD/SWR/BR/arte) und Verbotene Küsse (ZDF) und Hat er Arbeit? (ZDF/arte) 
  - Rudolf Blaháček für Späte Rache (ZDF/arte) und Wer liebt, hat Recht (ZDF/arte)
  - Hans Fromm für Toter Mann (ZDF/arte)

2003
- Theo Bierkens für Der Anwalt und sein Gast (ARD/SWR) und Himmelreich auf Erden (ZDF)
  - Jo Heim für Unter Verdacht (ZDF)
  - Judith Kaufmann für Tatort: Der Schwarze Troll (ARD/RB/WDR)

2004
- Holly Fink für Die Ärztin (ZDF), Carola Stern – Doppelleben (ARD/BR/WDR/arte) und Leben wäre schön (ARD/BR)
  - Hans-Günther Bücking für Jennerwein (ARD/BR/ORF)
  - Hans Grimmelmann für Im Schatten der Macht (ARD/NDR/MDR/arte)

2005
- Ngo The Chau für Tatort: Scheherazade (ARD/Radio Bremen/WDR) und Folge der Feder! (ZDF)
  - Armin Alker und Dominik Schunk für Tatort: Wo ist Max Gravert? (ARD/hr)
  - Benedict Neuenfels für 21 Liebesbriefe (ZDF)

2006
- Judith Kaufmann für Bella Block: Die Frau des Teppichlegers (ZDF)
  - Holly Fink für Dresden (ZDF)
  - Bernhard Jasper für Meine verrückte türkische Hochzeit (ProSieben)

2007
- Philipp Sichler für Sperling und die kalte Angst (ZDF)
  - Andreas Doub und Roman Nowocien für R. I. S. – Die Sprache der Toten (Sat.1)
  - Sonja Rom für KDD – Kriminaldauerdienst (ZDF)

2008
- Alexander Fischerkoesen für Die dunkle Seite (RTL) und Tarragona – Ein Paradies in Flammen (RTL)
  - Arthur W. Ahrweiler für Der große Tom (ARD/hr) und Die Todesautomatik (ZDF)
  - Dietmar Koelzer für Das Wunder von Loch Ness (Sat.1)

2009
- Martin Langer für Tatort: Auf der Sonnenseite (ARD/NDR)
  - Fritz Seemann und Martin Lippert für Der Bibelcode (ProSieben/ORF/M6)
  - Gero Steffen für Wir sind das Volk – Liebe kennt keine Grenzen (Sat.1/ORF) und Marcel Reich-Ranicki: Mein Leben (ARD/WDR/arte)

### 2010er
2010 bis 2014
- keine Verleihung in dieser Kategorie

2015
- keine Verleihung des Deutschen Fernsehpreises

2016
- Ngo The Chau für Zum Sterben zu früh (ZDF/arte)
  - Philipp Haberlandt und Frank Küpper für Deutschland 83 (RTL)
  - Martin Langer für Ein großer Aufbruch (ZDF)

2017
- Annette Hess für Ku’damm 56 (ZDF)
  - Arne Nolting und Jan Martin Scharf für Club der roten Bänder (VOX)
  - Holger Karsten Schmidt für Auf kurze Distanz (ARD/WDR), Das weiße Kaninchen (ARD/SWR) und Jack the Ripper – Eine Frau jagt einen Mörder (Sat.1)

2018
- Frank Griebe, Bernd Fischer und Philipp Haberlandt für Babylon Berlin (Sky/ARD)
  - Eeva Fleig für Blaumacher (ZDFneo)
  - Judith Kaufmann für Der gleiche Himmel (ZDF) und Tatort: Amour Fou (ARD/rbb)

2019
- David Luther für Das Boot (Sky)
  - Jakub Bejnarowicz für Parfum (ZDFneo)
  - Frank Lamm für Bad Banks (ZDF/Arte)

### 2020er
2020
Fiktion:
- Ngo The Chau für Bad Banks (ZDF/Arte)
  - Philip Peschlow für Der Pass (Sky)
  - Morten Søborg für Preis der Freiheit (ZDF)

Information/Dokumentation:
- Dominic Gill, Angelo Conte und Gordon Kalbfleisch für Barfuß ohne Sattel – Die kleinen Reiter von Sumbawa (ZDF/Arte)
  - Ludger Nüschen, Toby Marshall, Bert Schönborn und Ralph Zeilinger für Die neue Seidenstraße – Chinas Griff nach Westen (ZDF)
  - Jan Prillwitz für Terra X: Anthropozän – Das Zeitalter des Menschen (ZDF)

2021
Fiktion:
- Leah Striker für Unbroken (ZDFneo)
  - Matthias Bolliger für Para – Wir sind King (TNT)
  - Felix Cramer für Oktoberfest 1900 (ARD/BR/WDR/MDR)

Information/Dokumentation:
- Alexander Gheorghiu für Höllental (ZDF)
  - Eva Gühne für Stern Crime: Der Alptraummann (TVNOW/Vox)
  - Jonas Heldt für Ab 18! – Seda baut Autos (ZDF/3sat)

2022
2023
2024